# Responsabilité du fait personnel
Le régime de responsabilité du fait personnel est un régime de responsabilité délictuelle dans lequel le fait générateur de responsabilité est le fait personnel de l'auteur du dommage, par opposition  à la responsabilité du fait d'autrui.

## Droit par pays

### France
Le fait personnel est posé par les articles 1240 et 1241 du Code civil français, anciennement les articles 1382 et 1383 avant la réforme du droit commun des obligations entré en vigueur le 1er octobre 2016 :
« Tout fait quelconque de l'homme, qui cause à autrui un dommage, oblige celui par la faute duquel il est arrivé à le réparer. »
— Article 1240
« Chacun est responsable du dommage qu'il a causé non seulement par son fait, mais encore par sa négligence ou par son imprudence. »
— Article 1241
S'il s'agit bien de deux dispositions différentes, le principe posé est le même : celui qui commet une faute doit pouvoir en réparer les conséquences. L'article 1241 élargit cette faute, en considérant que la négligence comme l'imprudence sont aussi susceptibles d'engager une responsabilité civile.

### Québec (Canada)
Le Code civil du Québec n'utilise pas expressément les termes « responsabilité du fait personnel » et « responsabilité du fait d'autrui » mais privilégie plutôt une division schématique entre la responsabilité extracontractuelle (art. 1457 C.c.Q.) et responsabilité contractuelle (art. 1458 C.c.Q.). Néanmoins, l'article 1457 du Code civil du Québec reconnaît implicitement cette distinction car ses deux premiers alinéas sont consacrés à la responsabilité extracontractuelle en général (la responsabilité du fait personnel), tandis que le troisième alinéa de l'art. 1457 C.c.Q. ne vise que la responsabilité du fait d'autrui et la responsabilité du fait des biens sous la garde.

« 1457. Toute personne a le devoir de respecter les règles de conduite qui, suivant les circonstances, les usages ou la loi, s’imposent à elle, de manière à ne pas causer de préjudice à autrui.
Elle est, lorsqu’elle est douée de raison et qu’elle manque à ce devoir, responsable du préjudice qu’elle cause par cette faute à autrui et tenue de réparer ce préjudice, qu’il soit corporel, moral ou matériel.
Elle est aussi tenue, en certains cas, de réparer le préjudice causé à autrui par le fait ou la faute d’une autre personne ou par le fait des biens qu’elle a sous sa garde. »

En résumé, pour engager la responsabilité du fait personnel au Québec, quatre conditions sont nécessaires ː 1) la preuve de la faute 2) le preuve du préjudice 3) la démonstration du lien de causalité 4) établir que l'auteur de la faute était doué de raison.

### Territoires de common law
La common law distingue elle aussi entre la responsabilité du fait d'autrui (anglais ː "vicarious liability") et la responsabilité du fait personnel (anglais ː "personal liability"), mais les critères pour établir la responsabilité du fait personnel peuvent varier beaucoup car il n'existe pas de régime unique de la faute, mais bien plusieurs délits civils en vertu desquels une personne peut être poursuivie, chaque délit ayant des critères de responsabilité différents.